# Inter-National-League 2012-2013
La Inter-National-League 2012-2013 è stata la stagione inaugurale della Inter-National-League, nuovo campionato di hockey su ghiaccio creato per sostituire la Nationalliga con la presenza di squadre austriache e slovene.
Ad imporsi è stata la squadra austriaca dell'EHC Bregenzerwald.

## Squadre
| Squadra             | Città             | Fondazione        | Stadio                | Capacità          |                   |
| Squadre della INL   | Squadre della INL | Squadre della INL | Squadre della INL     | Squadre della INL | Squadre della INL |
| ------------------- | ----------------- | ----------------- | --------------------- | ----------------- | ----------------- |
| Bregenzerwald       | Alberschwende     | 1985              | Messestadion Dornbirn | 4.270             |                   |
| Pioneers Vorarlberg | Feldkirch         | 1945              | Vorarlberghalle       | 5.200             |                   |
| Lustenau            | Lustenau          | 1970              | Rheinhalle Lustenau   | 2.200             |                   |
| Zell am See         | Zell am See       | 1928              | Eishalle Zell am See  | 3.200             |                   |
| Slavija Lubiana     | Lubliana          | 1964              | Dvorana Zalog         | 800               |                   |
| Triglav Kranj       | Kranj             | 1968              | Arena Zlato polje     | 220               |                   |

Inizialmente doveva partecipare al campionato anche la compagine slovena dell'Acroni Jesenice, che aveva deciso di iscriversi in INL abbandonando per motivi economici la EBEL. Tuttavia, sempre per questioni finanziarie, il club fu costretto a cessare tutte le attività a partire dal 31 agosto 2012, due settimane prima dell'inizio del campionato. La squadra si iscriverà comunque l'anno successivo.

## Formula
La prima stagione della INL iniziò ufficialmente il 15 settembre 2012, mentre la stagione regolare si concluse nel mese di marzo. I playoff, divisi in semifinali e finale, si svolgono al meglio delle cinque gare.
Il calendario fu stilato in modo da contenere i costi delle trasferte. Ogni squadra gioca 30 partite di stagione regolare, suddivise in round da sei incontri ciascuno (tre in casa e tre in trasferta contro le cinque avversarie.) Nel corso dei week-end le squadre si incontrano due volte nell'arco di due giorni.
La squadra che vince entro il tempo regolamentare conquista tre punti, mentre dopo il sessantesimo minuto due punti vanno alla squadra vincente, ed uno a quella perdente, mentre nessun punto va a chi perde nell'arco dei sessanta minuti.

## Stagione regolare

### Classifica
|  | Pos. | Squadra             | Pt | G  | V  | VOT | POT | P  | GF  | GS  | DR  |
|  | ---- | ------------------- | -- | -- | -- | --- | --- | -- | --- | --- | --- |
|  | 1.   | Zell am See         | 61 | 30 | 17 | 5   | 0   | 8  | 116 | 93  | +23 |
|  | 2.   | Slavija Lubiana     | 44 | 30 | 12 | 2   | 4   | 12 | 72  | 83  | -11 |
|  | 3.   | Triglav Kranj       | 44 | 30 | 13 | 1   | 3   | 13 | 103 | 100 | +3  |
|  | 4.   | Bregenzerwald       | 42 | 30 | 11 | 3   | 3   | 13 | 107 | 97  | +10 |
|  | 5.   | Pioneers Vorarlberg | 41 | 30 | 12 | 1   | 3   | 14 | 83  | 87  | -4  |
|  | 6.   | Lustenau            | 38 | 30 | 10 | 3   | 2   | 15 | 90  | 111 | -21 |

Legenda:

      Ammesse ai Playoff
Note:

Tre punti a vittoria, due punti a vittoria dopo overtime o rigori, un punto a sconfitta dopo overtime o rigori, zero a sconfitta.

## Playoff
|  | Semifinali      | Semifinali      | Semifinali      | Semifinali      | Semifinali | Semifinali | Semifinali |  |  | Finale          | Finale          | Finale | Finale | Finale | Finale | Finale |  |
|  |                 |                 |                 |                 |            |            |            |  |  |                 |                 |        |        |        |        |        |  |
|  | Zell am See     | Zell am See     | 6               | 1               | 2          | 3          | 1          |  |  |                 |                 |        |        |        |        |        |  |
|  | Bregenzerwald   | Bregenzerwald   | 2               | 4               | 3†         | 1          | 2†         |  |  | Bregenzerwald   | Bregenzerwald   | 3‡     | 1      | 2      | 6      | 4      |  |
|  | Slavija Lubiana | Slavija Lubiana | Slavija Lubiana | Slavija Lubiana | 3          | 1          | 4          |  |  | Slavija Lubiana | Slavija Lubiana | 2      | 4      | 5      | 2      | 3      |  |
|  | Triglav Kranj   | Triglav Kranj   | Triglav Kranj   | Triglav Kranj   | 0          | 0          | 2          |  |  |                 |                 |        |        |        |        |        |  |

†: partita terminata ai tempi supplementari; ‡: partita terminata ai tiri di rigore

## Verdetti
- Campione della Inter-National-League: EHC Bregenzerwald (1º titolo)

| Campioni INL 2012-2013 EHC Bregenzerwald | Portieri: Pierre Svensson, Christof Schwendinger, Emanuel Staudach Difensori: Antti Kauppila, Pierre Wolf, David Mitgutsch, Marc Stadelmann, Michael Unterberger, Georg Waldhauser, Tobias Holzer, Haris Sabanovic Attaccanti: Linus Lundström, Pierre Nilsson-Grans, Christian Ban, Christian Haidinger, Alexander Feichtner, Gabriel Pohl, Dominik Bereuter, Harald Purkhard, Michael Beiter, Stefan Häußle, Andreas Beiter, Dominic Pfeiffer, David Hauser, Fabian Glanznig, Peter Eberle Staff Tecnico: Henrik Alfredsson (Allenatore) |